# Sannoava
Sannoava foi uma divindade dos galaicos, vinculada à tradição céltica centro-europeia. É uma deia associada com uma fonte ou rio, segundo a inscrição encontrada em Campañó (Pontevedra).

Sannoava vem de sanwáwa, ou seja, de "snwo" (que significa "torcer, voltar, torcer-se em seguida") com um sufixo -awal/-awa ("água"). Sannoava seria literalmente uma "torrente". A derivação de formas por meio do sufixo indoeuropeo -awa, -awos está bem documentada em grande número de rios e lugares celtas e não celtas.
1. ↑  Prósper, Blanca (2002:171).

## Vê também